# Narke capensis
Narke capensis ist ein kleiner Rochen aus der Familie der Schläferrochen (Narkidae), der an der Küste Südafrikas vom Kap der Guten Hoffnung bis KwaZulu-Natal vorkommt. Berichte über Vorkommen an den Küsten von Namibia, Mosambik und Madagaskar sind unsicher.

## Merkmale
Narke capensis wird maximal 38 Zentimeter lang. Die Körperscheibe ist fast kreisrund, der Schwanz ist breit und flach.  Auf der Rückenseite sind die Fische gelblich oder grünbraun gefärbt. Die Ränder der Körperscheibe sind etwas dunkler, manchmal mit einigen dunkleren Flecken, Streifen oder Punkten. Die Bauchseite von Narke capensis ist gelblich oder cremefarben, ihre Ränder sind bräunlich. Die kleinen Augen stehen weit vorne und zusammen mit den größeren Spritzlöcher eng beieinander. Die Nasenvorhänge sind kurz. In jedem Kiefer befinden sich 14 bis 16 Zahnreihen. Die Zähne sind klein und dreieckig. Die einzige Rückenflosse ist abgerundet und befindet sich über dem hinteren Bereich der Bauchflossen. Die Schwanzflosse ist viel größer als die Rückenflosse und ebenfalls abgerundet. Die Bauchflossen sind breit und lang. Ihr Außenrand ist gerade. Die Klaspern der Männchen reichen etwas über hinteren Rand der Bauchflossen.
Von anderen Arten der Gattung Narke kann Narke capensis durch die Färbung der Rückenseite unterschieden werden. Von Electrolux addisoni und Heteronarce garmani, die ebenfalls an der südafrikanischen Küste vorkommen, kann Narke capensis durch die einzelne Rückenflosse unterschieden werden, die zwei anderen Schläferrochenarten besitzen zwei Rückenflossen.

## Lebensweise
Narke capensis lebt küstennah auf dem Kontinentalschelf in Tiefen von 20 bis 115, möglicherweise auch bis in Tiefen von 180 Metern. Die Rochen ernähren sich von bodenbewohnenden Wirbellosen, vor allem von Borstenwürmern. Der Elektroschock der Tiere ist relativ stark und wird auch vom Menschen als schmerzhaft empfunden.

## Gefährdung
Die Weltnaturschutzunion stuft die Art als nicht gefährdet ein und den Populationstrend als stabil. Narke capensis tritt in der Fischerei in geringer Zahl als Beifang auf. Aufgrund der Gefahr von Elektroschocks wird er vermutlich vermieden und nicht einbehalten.

## Systematik
Die Rochenart wurde im Jahr 1789 durch den deutschen Zoologen Johann Friedrich Gmelin als Raja capensis erstmals wissenschaftlich beschrieben. Als Terra typica wurde das Kap der Guten Hoffnung angegeben. Heute gehört die Art zur Gattung Narke, die 1826 vom deutschen Zoologen Johann Jakob Kaup eingeführt wurde.